# Sura (flod)
 Der er for få eller ingen kildehenvisninger i denne artikel, hvilket er et problem. Du kan hjælpe ved at angive troværdige kilder til de påstande, som fremføres i artiklen.

Sura (russisk: Сура́, tr. Sura; tjuvasjisk: Сăр) er en flod i Rusland. Den er en biflod til Volga fra højre, og løber gennem Pensa oblast, Republikken Mordovija, Uljanovsk oblast, Republikken Tjuvasjien, Nizjnij Novgorod oblast og Republikken Marij El. Den er 841 km lang, med et afvandingsområde på 67.500 km². Sura er sejlbar til 394 km fra mundingen.
Byerne Pensa, Alatyr, Sjumerlja og Jadrin ligger ved Sura.